# Emmenagog
Les substàncies emmenagogues són aquells remeis que estimulen el flux de la sang a la zona pelviana i a l'úter; algunes estimulen la menstruació.
Tradicionalment, les dones utilitzaven plantes emmenagogues com el julivert i el gingebre per prevenir l'embaràs o bé per finiquitar-lo (plantes abortives). En altres casos, es feien servir emmenagogs per estimular el flux menstrual quan no hi havia menstruació per raons diferents de l'embaràs, com poden ser els trastorns hormonals o condicions com l'oligomenorrea (menstruació infreqüent o molt lleugera).

## Algunes espècies emmenagogues
- Corona de rei o Saxifraga Longifolia[3]
- Llorer o Laurus nobilis[4]